# Občanská válka v Somálsku
Občanská válka v Somálsku je stále trvající válečný konflikt. Boje započaly v roce 1991, když ozbrojená klanová opozice svrhla režim diktátora Muhammada Siada Barreho.
V nastalém mocenském vakuu začaly bojovat o moc různé frakce. Selhala i intervence ze strany Organizace spojených národů, mírové jednotky se v roce 1995 ze země po třech letech stáhly. Následovalo období decentralizace charakterizované v řadě oblastí návratem ke kmenovým a náboženským zákonům, stejně jako vznikem řady autonomních oblastních vlád především v severní části země. Počátkem 21. století se objevily první pokusy o vytvoření nové federální vlády, které vyvrcholily vytvořením Somálské prozatímní vlády (Transitional Federal Government, TSG) v roce 2004. V roce 2006 zahájila TFG, za pomoci etiopské armády, ofenzívu proti Svazu islámských soudů (Islamic Court Union, ICU), který kontroloval velká území na jihu země. ICU se následně rozpadl a zanechal po sobě několik menších, ale radikálnějších uskupení, především Aš-Šabáb. Od té doby pokračovaly boje mezi těmito uskupeními a somálskou vládou podporovanou spojenci z mise Africké unie AMISOM o kontrolu jižních území. Spojená ofenzíva vládních jednotek a jejich afrických spojenců z roku 2011 vytlačila islámské milice z klíčových bašt a byla tak pravděpodobně rozhodujícím milníkem ve válce proti radikálním islamistům.

## Pád Barrova režimu (1986–1991)

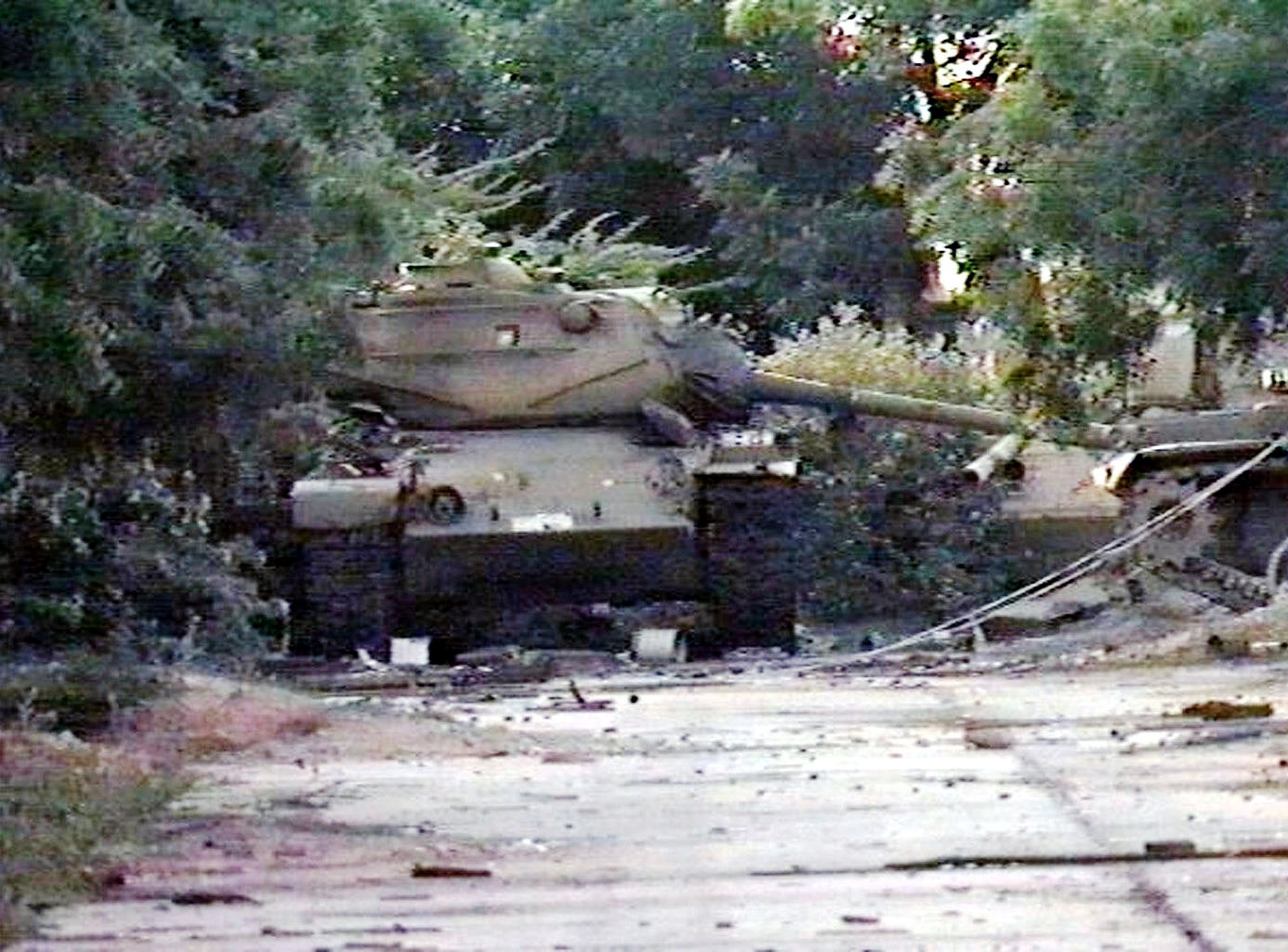
Tři zničené a opuštěné tanky M47 Patton Somálské národní armády (SNA)

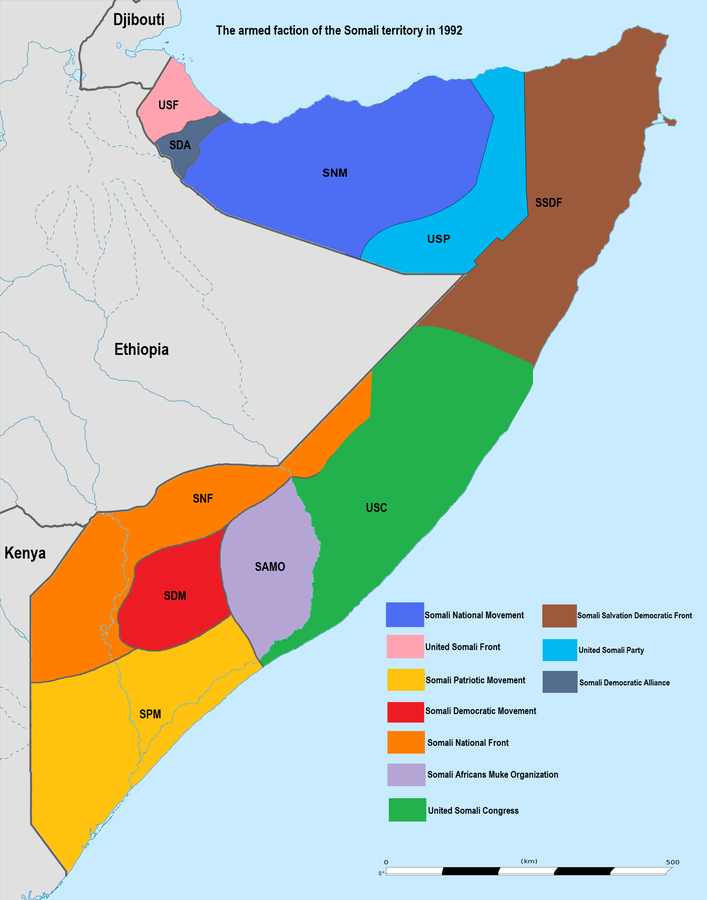
Území kontrolovaná jednotlivými ozbrojenými frakcemi v roce 1992

Po neúspěšné válce s Etiopií o Ogaden v letech 1977–1978 socialistická vláda Somálské demokratické republiky pod vedením generálmajora Muhammada Siada Barreho začala zatýkat vládní a armádní úředníky kvůli podezření z účasti na nezdařeném pokusu o převrat z roku 1978. Většina těchto osob byla popravena. Ti, kterým se podařilo před zatčením uprchnout, začali formovat první disidentské skupiny s cílem svrhnout Barreho s pomocí síly.
V květnu 1986 utrpěl Barre vážná zranění při automobilové nehodě nedaleko Mogadiša, když v hustém dešti automobil, který jej převážel, narazil zezadu do autobusu. Se zraněním hlavy, zlomenými žebry a šokem strávil Barre více než měsíc v nemocnici v Saúdské Arábii. Generálporučík Muhammad Ali Samatar, tehdejší viceprezident, se tak na několik měsíců stal de facto hlavou státu. Barre se sice zotavil natolik, aby se v prezidentských volbách 23. prosince 1986 jako jediný kandidát nechal zvolit hlavou státu na další sedmileté období, jeho chatrné zdraví však vedlo ke spekulacím nad případným následnictvím. Mezi možnými nástupci byli zmiňováni Barreho tchán generál Ahmed Suleiman Abdille, který zastával úřad ministra vnitra, a již zmíněný viceprezident generálporučík Samatar.
V této době morální autorita Barreho režimu silně upadla. Mnoho Somálců bylo zklamáno životem pod vojenskou diktaturou. Koncem 80. let navíc skončila studená válka a Somálsko ztratilo svůj strategický význam. Protivládní hnutí podporovaná etiopskou komunistickou vládou (Derg) rozšiřovala svůj vliv po celé zemi. V roce 1991 vypukla občanská válka, která vedla k rychlému pádu Barreho režimu a rozpuštění Somálské národní armády (SNA). Nejvýznamnějšími ozbrojenými skupinami, které se podílely na pádu Barreho režimu, byly Demokratická fronta pro záchranu Somálska (SSDF), Somálské národní hnutí (SNM), Somálské vlastenecké hnutí (SPM) a Jednotný somálský kongres (USC).
Původně opoziční skupiny však po pádu režimu brzy začaly mezi sebou bojovat o moc. USC se rozštěpil na dvě části, jednu pod vedením Mohameda Farraha Aidida, druhou pod vedením Aliho Mahdiho Muhammada. Muhammad byl jmenován dočasným prezidentem, což ovšem Aidid odmítl uznat a obě frakce začaly bojovat o kontrolu nad Mogadišem.

## Intervence Spojených národů (1992–1995)

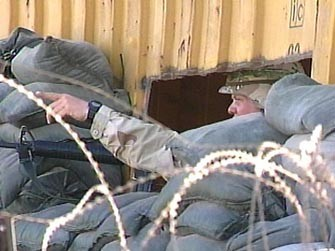
Americký voják na checkpointu u hlavního vstupu do přístavu v Mogadišu upozorňuje na možnou pozici nepřátelského snipera (leden 1994)

Rezoluce Rady bezpečnosti OSN č. 733 a Rezoluce Rady bezpečnosti OSN č. 746 vedly k vytvoření mise UNOSOM I (United Nations Operation in Somalia I). Cílem byla humanitární pomoc a nastolení pořádku po rozpadu centrální vlády.
Rezoluce Rady bezpečnosti OSN č. 794, jednomyslně přijatá 3. prosince 1992, schválila vytvoření mezinárodních mírových sil pod vedením Spojených států. Tyto síly, pojmenované UNITAF (Unified Task Force), měly za úkol zajistit v regionu bezpečnost, aby bylo možné zajistit dodávky humanitární pomoci. Příchod mezinárodních jednotek v roce 1993 odstartoval dvouletou misi UNOSOM II (United Nations Operation in Somalia II). Jednotky operovaly převážně v jižní části země. Původním cílem UNITAF bylo zajistit doručení humanitární pomoci k cíli (v souladu s kapitolou VII Charty OSN) za použití "všech nezbytných prostředků". V tomto ohledu je mise považována za úspěšnou.
Některé z frakcí bojujících o moc však přítomnost mezinárodních jednotek považovaly za ohrožení jejich hegemonie. Mezi místními milicemi a mírovými jednotkami tak docházelo v Mogadišu k přestřelkám. Jedním z těchto bojů byla i známá bitva v Mogadišu, později vykreslená ve filmu Černý jestřáb sestřelen. Americké jednotky se tehdy v operaci Gothic Serpent neúspěšně pokusily zadržet Mohameda Farraha Aidida, vůdce jedné z mocenských frakcí.
Mezinárodní jednotky se nakonec pod vlivem narůstajících ztrát na životech ze Somálska stáhly. Odchod mírových sil byl dokončen k 3. březnu 1995.

## Decentralizace
Vzhledem k neexistenci centrální vlády, která by uplatňovala svou pravomoc, si některé oblasti vytvořily vlastní samosprávu. Již krátce po pádu Barreho režimu v roce 1991 vyhlásil nezávislost Somaliland, oblast na severu, zahrnující převážnou část bývalého Britského Somálska. Další velká oblast na severovýchodě, Puntland, vyhlásila nezávislost v roce 1998. Ani jeden z těchto států nebyl dodnes mezinárodně uznán. Zatímco Somaliland usiluje o úplné odtržení, Puntland je ochoten podřídit se autoritě centrální vlády, pokud se podaří situaci v zemi stabilizovat. Oba zmíněné státy vedou mezi sebou pohraniční spory o regiony Sanaag a Sool.
Občanská válka s sebou přinesla i rozpad soudního systému. Somálcům tedy v řadě oblastí nezbylo, než se vrátit k místním formám řešení konfliktů: různým formám světského, zvykového nebo islámského práva. V Puntlandu a Somalilandu byly vybudovány nové soudní systémy pod dohledem místních vlád, v případě Somálské prozatímní vlády (TSG) byly základy nového soudního systému dojednávány většinou na různých mezinárodních konferencích. Přes různé politické rozdíly mají zmíněné soudní systémy některé základní prvky společné: a) ústavu, která potvrzuje precedenci islámského práva (šaríi), přestože v praxi je šaría uplatňována především ve věcech osobního statusu jako manželství, rozvod, dědictví atd., b) třístupňový soudní systém zahrnující nejvyšší soud, odvolací soudy a soudy první instance, c) civilní zákony, které byly v platnosti před pučem, kterým se dostal k moci Barre.

## Vzestup a pád ICU, etiopská intervence a prozatímní vláda (2006–2009)

Šíření vlivu Svazu islámských soudů během roku 2006

Na počátku 21. století se objevily nové pokusy o vytvoření centrální vlády. V roce 2000 byla ustanovena Somálská prozatímní národní vláda (Transitional National Government, TNG), v roce 2004 se pak jejím následovníkem stala Somálská prozatímní vláda (Transitional Federal Government, TFG).
Jako opozice se zformoval Svaz islámských soudů (Islamic Court Union, ICU). Tato organizace položila své základy již před rokem 2000, kdy se spojilo několik místních soudů v Mogadišu za účelem uplatňování společné autority. Vliv Svazu postupně rostl, v Mogadišu se stal opozicí vůči místním warlordům. Ti se spojili do Spojenectví pro obnovu míru a proti terorismu (Alliance for the Restoration of Peace and Counter-Terrorism, ARPCT). Mezi oběma uskupeními vypukly v roce 2006 boje. Svaz islámských soudů, těžící z větší podpory místních obyvatel i z podpory zahraničních islamistů brzy získal převahu. Ovládl Mogadišu a postupoval dále do venkovních oblastí. Do konce roku 2006 ovládl většinu oblastí v centru a na jihu země. Na dobytých územích Svaz záváděl důsledné uplatňování islámského práva šaría.
Situace se radikálně změnila, když na žádost TFG došlo k intervenci zahraničních sil. Do bojů se zapojila etiopská armáda, mírové jednotky Africké unie, vzdušnou podporu poskytla americká armáda. Svaz islámských soudů se ocitl v defenzívě.
Dne 8. ledna 2007, v době bitvy o Ras Kamboni, prezident a zakladatel TFG Abdullahi Yusuf Ahmed, bývalý plukovník somálské armády a vyznamenaný válečný hrdina, poprvé od svého zvolení do úřadu vstoupil do Mogadiša. Vláda se tak ze svého přechodného sídla v Baidoa přesunula do Villa Somalia v Mogadišu. Tato událost byla významným mezníkem v občanské válce, poprvé od roku 1991 měla centrální vláda pod kontrolou většinu země.
ICU se sice rozpadl, ale zanechal po sobě několik menších militantních uskupení, především Aš-Šabáb. Tato uskupení pokračovala v boji proti TFG a zahraničním jednotkám. V letech 2007 a 2008 Aš-Šabáb zaznamenal několik významných vítězství a získal kontrolu nad některými městy v jižním a centrálním Somálsku. Na konci roku 2008 dobyl Aš-Šabáb dřívější provizorní sídlo centrální vlády Baidou, ne však Mogadišu. V lednu 2009 se etiopská armáda pod tlakem Aš-Šabábu a dalších milic stáhla a na podporu TSG zůstaly pouze nedostatečně vyzbrojené mírové jednotky Africké unie.
Kvůli nedostatku finančních a lidských zdrojů, embargu na dovoz zbraní a netečnosti mezinárodní komunity byl prezident Yusuf Ahmed nucen požádat Puntland o vyslání několika tisíc vojáků do Mogadišu na podporu centrální vlády. Vláda autonomního regionu prezidentovi vyhověla, ale úbytek takového množství bezpečnostních sil zanechal oblast zranitelnou vůči pirátství a teroristickým útokům.
Dne 29. prosince 2008 prezident Abdullahi Yusuf Ahmed rezignoval na svou funkci. Ve své řeči, přenášené státním rozhlasem, vyjádřil lítost, že se nepodařilo ukončit sedmnáctiletý válečný konflikt v zemi, k čemuž se jeho vláda zavázala. Obvinil také mezinárodní společenství z nezájmu a nedostatečné podpory. Oznámil, že jeho nástupcem v úřadě se v souladu s prozatímní ústavou stane mluvčí parlamentu Jama Ali Jama.

## Koaliční vláda

Bitevní prapor Aš-Šabábu, islamistické skupiny válčící s centrální vládou.

Mezi 31. květnem a 9. červnem 2008 probíhala na neutrální půdě v Džíbútí jednání mezi zástupci federální vlády a umírněnými islamisty z Aliance pro znovu-osvobození Somálska (Alliance for the Re-liberation of Somalia, ARS). Zprostředkovatelem byl bývalý Zvláštní vyslanec OSN pro Somálsko Ahmedou Ould-Abdallah. Konference skončila dohodou o stažení etiopských sil ze Somálska výměnou za ukončení nepřátelství mezi ARS a vládou. Parlament následně rozšířil počet míst na 550, aby přijal zástupce ARS. Novým prezidentem byl zvolen bývalý vůdce ARS, Sheikh Sharif Sheikh Ahmed. Ten následně jmenoval premiérem Omara Abdirashida Aliho Sharmarkeho, syna bývalého prezidenta Abdirashida Aliho Sharmarkeho, zavražděného při Barreho puči v roce 1969.
S pomocí malého množství jednotek Africké unie zahájila koaliční vláda v únoru 2009 protiofenzívu vůči islamistickým rebelům. Aby upevnila svojí pozici, vláda vytvořila alianci se zbytky bývalého ICU (nyní členy ARS) a Ahlu Sunna Waljama'a, umírněnými súfijskými milicemi.
Během příměří v březnu 2009 koaliční vláda oznámila, že je ochotná ustoupit rebelům a implementovat islámské právo šaría do státního soudního systému. Boje v centrální a jižní části země však nadále pokračovaly. Vláda postupně ztrácela kontrolu nad situací. V době abdikace prezidenta Yusufa Ahmada v prosinci 2008 centrální vláda kontrolovala až 70 % území na jihu a v centru země, během roku 2009 však tento podíl klesl až ke 20 %.

## Nová válka v Somálsku (2009–současnost)

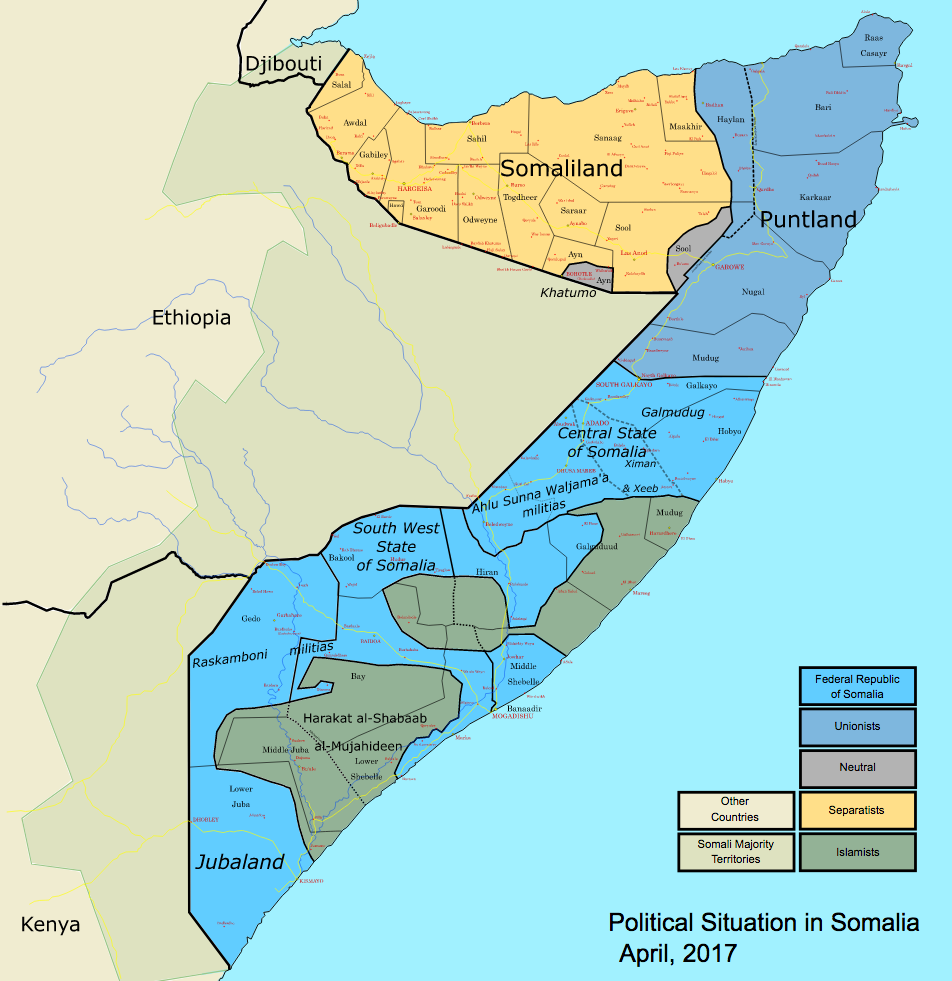
Průběžně aktualizovaná mapka ukazující politickou situaci v Somálsku.

Po krachu příměří z března 2009 se začaly islámské milice připravovat na novou ofenzívu proti vládním jednotkám a jejich zahraničním spojencům. 7. května zahájil Aš-Šabáb a jeho islamističtí spojenci spojenci útok proti pozicím vládních jednotek v Mogadišu. Do 14. května, kdy hlavní boje utichly, se rebelům podařilo ovládnout většinu města, vládu se jim však svrhnout nepodařilo. S menšími přestávkami ve městě docházelo k přestřelkám až do srpna. 16. května Aš-Šabáb dobyl strategické město Jowhar, čímž přerušil koridor spojující Mogadišu se zbytkem centrálního Somálska. 5. června
dobyl Aš-Šabáb po krvavé bitvě Wabho. 19. června mluvčí prozatímního parlamentu Adan Mohamed Nuur Madobe oznámil, že vládní vojska jsou na pokraji porážky. Vláda vyhlásila výjimečný stav a požádala okolní státy (Keňu, Etiopii, Džíbútí a Jemen) o okamžitou vojenskou pomoc. Aš-Šabáb oznámil, že bude bojovat proti jakýmkoli zahraničním jednotkám. Útoky vůči keňským cílům pohrozila i Al-Káida. Během června navíc dezertovalo několik bývalých vojenských velitelů ICU, kteří po dohodě z Džíbútí bojovali na straně centrální vlády.
6. července rebelové dali vládním jednotkám pětidenní ultimátum na složení zbraní. Ultimátum bylo odmítnuto.
17. července 2009 došlo k únosu dvou francouzských občanů, kteří dělali poradce centrální vládě. Francie v odpověď vyslala k pobřeží Somálska svoje armádní jednotky. Jeden z rukojmích po měsíci uprchl, osud druhého není znám.
K významnému zvratu došlo v říjnu 2009, kdy vypukly boje mezi dvěma hlavními rebelskými frakcemi Aš-Šabábem a Hizbul Islam. Příčinou byly spory o kontrolu nad strategickým přístavem Kismaayo. Těžké boje mezi oběma frakcemi trvaly celý říjen a odehrávaly se převážně na jihu země. Obě frakce byly nuceny stáhnout část svých sil z Mogadiša a situace ve městě se zklidnila. Boje pokračovaly s různou intenzitou i celý následující rok. Aš-Šabáb postupně vytlačil protivníka z jeho bašt a zbylé bojovníky přesvědčil, aby posílili jeho řady. Splynutí bylo potvrzeno 20. prosince 2010, kdy se poslední vůdci Hizbul Islam vzdali jednotkám Aš-Šabábu a oznámili rozpuštění organizace.
Centrální vláda a její spojenci využili mezidobí k nabírání sil. V listopadu 2010 nastoupila do úřadu nově zvolená technokratická vláda, která ihned začala s reformami. K nejdůležitějším patřilo zavedení pravidelných měsíčních výplat služného vládním vojákům a zavedení biometrického registru pro bezpečnostní síly. Počátkem roku 2011 převzaly vládní jednotky iniciativu. Počet afrických mírových jednotek v rámci mise AMISOM dosáhl 9000. Islamistické milice byly postupně vytlačovány z Mogadišu, vládní jednotky postupovaly i na venkově. 6. srpna bylo dokončeno osvobozování Mogadiša, svědci potvrdili stahování rebelských jednotek z města směrem k Baidoe. 4. září keňské námořnictvo odřízlo Kismaayo z moře. 28. září zahájily vládní jednotky s podporou keňské armády a jednotek AMISOM pozemní útok na město. Po několikadenních bojích bylo Kismaayo dobyto, čímž Aš-Šabáb přišel o poslední větší město pod svou kontrolou.
V říjnu 2011 zahájily somálská a keňská armáda společnou operaci proti islamistickým milicím v jižních oblastech země. Keňské jednotky byly v červnu 2012 formálně začleněny do AMISOM. Boje mezi vládními jednotkami a islamistickými rebely stále pokračují. Islamisté stále kontrolují rozsáhlé venkovní oblasti v centrální části země. Aktuální situace je vidět na přiložené, průběžně aktualizované mapce.